# Briis-sous-Forges
Briis-sous-Forges – miejscowość i gmina we Francji, w regionie Île-de-France, w departamencie Essonne.
Według danych na rok 1990 gminę zamieszkiwało 2220 osób, a gęstość zaludnienia wynosiła 204 osób/km² (wśród 1287 gmin regionu Île-de-France Briis-sous-Forges plasuje się na 463. miejscu pod względem liczby ludności, natomiast pod względem powierzchni na miejscu 334.).